# NGC 553
NGC 553 este o galaxie lenticulară situată în constelația Peștii. A fost descoperită în 13 septembrie 1784 de către William Herschel.